# Ordre de Santiago
Pour les articles homonymes, voir Santiago (homonymie) et Ordre de l'épée (homonymie).
Ne doit pas être confondu avec Ordre de Sant'Iago de l'Épée.
L'ordre de Santiago (Saint-Jacques de l'Épée) est un ordre militaire et religieux catholique, aujourd'hui ordre honorifique en Espagne et au Portugal.

## Historique
Le 1er août 1170, Ferdinand II de León et de Galice (1137-roi 1157-1188), confie la protection de Cáceres, en Estremadura, tout juste reprise aux musulmans, à Pedro Fernández de Castro, (premier maître de l’ordre - 1170-1184), et à ses douze frères d'arme qui l'ont aidé à prendre la ville. Désireux de fonder un ordre de chevalerie sur le modèle de ceux créés en Terre sainte, Pedro Fernández conclut en mai 1170, en présence du roi et des archevêques de Tolède et de Saint-Jacques-de-Compostelle, un accord avec le prieur du monastère de Santa Maria de Loyo. À la différence, néanmoins, des ordres du Temple et de l'Hôpital, l'ordre de Cáceres (il est appelé ainsi dans un document de décembre 1170) a pour seul objectif la lutte contre les infidèles et la défense de la Chrétienté. Il n'inclut à aucun moment la protection des pèlerins dans ses statuts, bien que de nombreux historiens aient voulu leur attribuer les mêmes buts que ceux des ordres de Terre sainte.
Au début de 1171, devant les menaces de l'armée musulmane, Ferdinand Il convoque à León le maître de la nouvelle milice pour préparer le regroupement de ses forces. À cette occasion, le 12 février 1171, l'archevêque de Compostelle, Pedro Gudesteiz, remet solennellement à Pedro Fernàndez la bannière d'étoffe rouge figurant en son centre le Fils du tonnerre, brandissant l'épée d'une main, tenant de l'autre la croix et les rênes de sa monture blanche. 
C'est désormais sous le nom de saint Jacques, patron et défenseur de l'Espagne chrétienne, que serviront les Frères de Cáceres, devenus Caballeros de la Espada, « Chevaliers de l'Épée » en souvenir de l'épée brandie par l'apôtre et constituant la « Milice du Christ et de saint Jacques » face aux soldats de Mahomet. Il se place ainsi sous le patronage de saint Jacques le Majeur.  
L'archevêque devint frère honoraire de l'Ordre, éleva son Maître la dignité de chanoine honoraire de Saint-Jacques, et consacra les frères « vassaux et chevaliers de Saint Jacques l'Apôtre pour combattre sous sa bannière pour l'honneur de l'Église et la propagation de la Foi ». Il leur promit son appui : il les aiderait de ses conseils et leur fournirait armes, troupes et subsides. Pour leur part, les frères s'engageaient à défendre Albuquerque, possession de l'archevêché compostellan en Estrémadure.
Pedro Fernández donne rapidement à l'ordre une envergure internationale en acquérant des biens au Portugal, en Castille, en Aragon, en France, en Italie et en Terre sainte. L'Ordre calque son organisation sur son implantation : sous l'autorité d'un maître, des grands commandeurs dirigent les cinq régions ou, royaumes de l'ordre : León, Castille, Aragon, Gascogne et Portugal (en 1290). Le « royaume » du Portugal se rend autonome en 1316.
Après avoir perdu leur siège de Cáceres, reprise par les musulmans en 1173, et s'être brouillé avec Ferdinand II de León, les chevaliers décident de gagner la Castille, où Alphonse VIII le Noble (1155-roi 1158-1214), entouré du maître de l'ordre de Calatrava et du prieur de l'ordre de Saint-Jean de Jérusalem, les accueille avec tous les honneurs. En janvier 1174, le monarque castillan leur remet la ville et la forteresse d'Uclés, jusqu'alors tenues par les Hospitaliers de Saint-Jean de Jérusalem.

## Reconnaissance de l'ordre par le pape
L'année suivante, Pedro Fernàndez se rend à Rome auprès du pape Alexandre III, (1105-pape 1159-1181), qui ratifie, le 5 juillet 1175, la bulle d'approbation de l'ordre religieux et militaire de Santiago. En 1176, quelques chevaliers revinrent dans le royaume de León et s'établirent dans le couvent San Marcos, sur un terrain situé près du pont sur la Bernesga, où existaient, depuis 1151, une église et un hôpital pour pèlerins. Ils fondèrent également l'hôpital de las Tiendas, à la frontière de Castille. Le nombre de chevaliers était alors 400 et ils pouvaient rassembler plus de 1000 lances.
Les rois de Castille après la bataille de Las Navas de Tolosa (1212), à laquelle les chevaliers ont participé, leur ont accordé des privilèges qui ont permis à l'ordre de repeupler des régions étendues d'Andalousie et de Murcie. Le château de Segura de la Sierra, reconquis par Alphonse VIII en 1214, leur est confié : ils y installent leur commanderie pour le royaume de Jaén. C'est de cette forteresse qu'ils mèneront leurs opérations militaires dans la région. Le grand Maître de l'ordre, le Portugais dom Peio Peres Correia, paricipe activement à la Reconquista jusqu'à sa mort en 1275.
Au XVIe siècle, l'Ordre possédait une centaine de commanderies, dont trois étaient réservés aux Grands Commandants, autant de châteaux, une trentaine de couvents, 26 hôpitaux, 240 églises, 5 hôpitaux, 178 villes et villages, et 1 université à Salamanque.
Le 2 janvier 1492, jour de la reddition de l’émir Boabdil, la bannière de l'ordre flottera sur la plus haute tour de l’Alhambra à Grenade. (Muhammad XI, Grenade 1452- émir 1482-1492 - Fès 1528.)

## Extrait de la règle
« Vous vivrez sans bien propres dans l’humilité et la concorde en obéissant à un maître, en suivant l’exemple des apôtres qui pour prêcher la foi chrétienne vendaient leur bien et ce qui restait, était considéré comme commun. Celui qui ne pourra être continent se mariera, gardera foi en son épouse et inversement. Et vous ne pourrez avoir qu’une épouse. Une fois admis dans l’ordre et faite la promesse d’obéissance nul ne peut retourner au siècle, ni à un autre ordre sans autorisation du maître. »

— Extrait de la confirmation de la règle de l’ordre par le pape Alexandre III en 1175. -  Migne, Patrologie latine, t 200.
Ces actes pontificaux, rassemblés en Bullarium ont fixé tous les privilèges et exemptions de l’Ordre.

## L’organisation de l’ordre

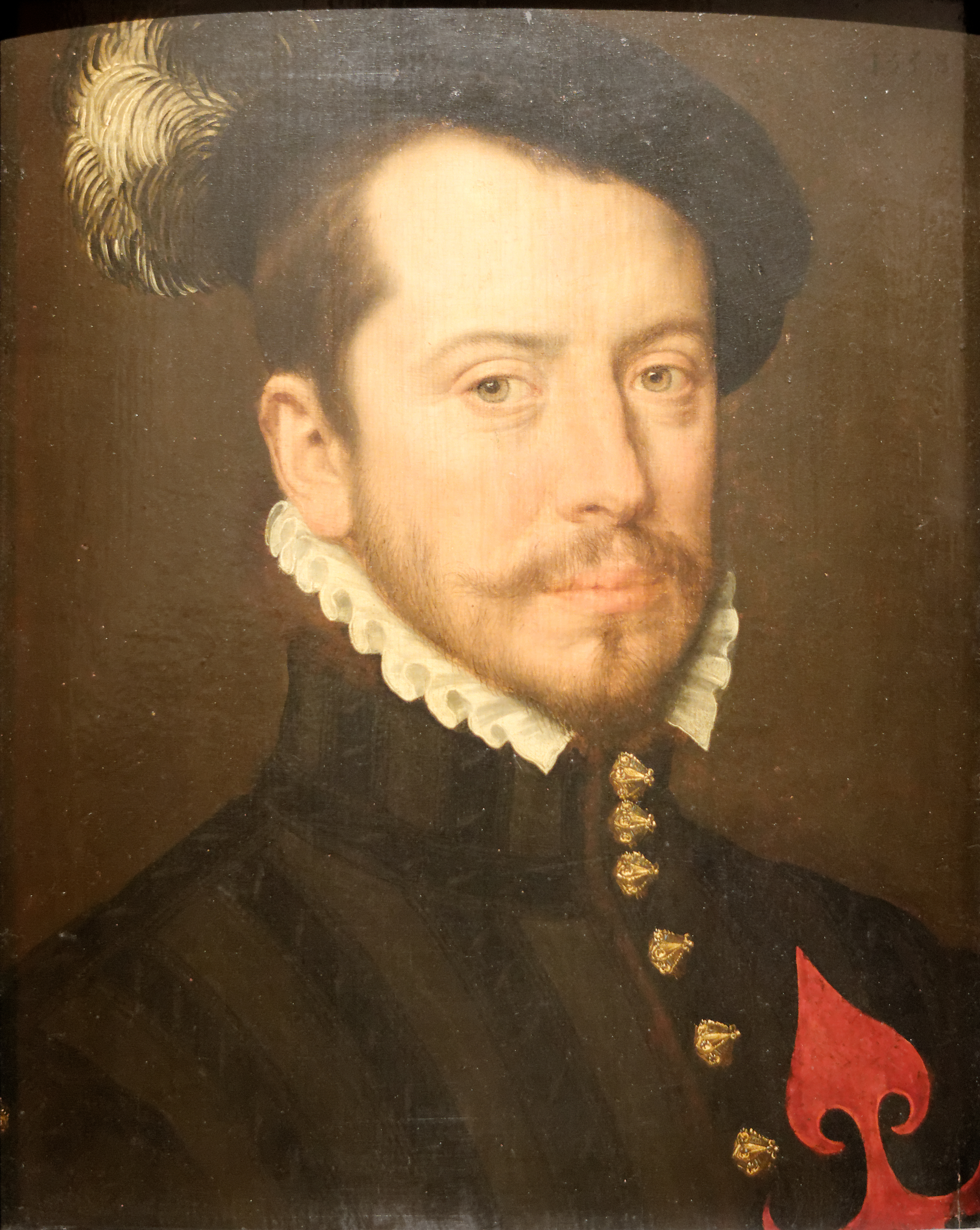
Portrait d'un chevalier de l'ordre de Santiago, Antonio Moro

En 1174, le roi Alphonse VIII de Castille leur cède Uclès, dans la province de Cuenca, qui depuis a été considéré comme le siège de l'ordre ; là le Grand Maître a habituellement résidé, et les archives de l'ordre ont été préservées jusqu'en 1869. Elles se trouvent actuellement à l'« Archivo Historico Nacional de Madrid ». L'ordre se compose de deux branches :
- une branche de l'ordre de groupe les clercs, sous la direction d'un grand prieur, suivant la règle des chanoines de Saint-Augustin, et établis à Uclès ; les chanoines réguliers de l'ordre de Santiago (en français : de Saint Jacques de l'épée) y vivent de la dîme de tous les acquêts de l'ordre : ils se chargent de la vie religieuse des chevaliers qui, tous, une fois l'an, doivent faire retraite à Uclès et y font élever leurs fils ;
- une branche de l'ordre groupe les laïcs, chevaliers de Santiago, formant la seconde branche de l'ordre, sous la direction du Maître, laïque comme eux et élu par eux en chapitre général à San Marcos de Leòn. Les chevaliers prêtent vœu de pauvreté individuelle, d'obéissance au maître, et de fidélité conjugale. En cas de veuvage, d'isolement ou de pauvreté, les chevaliers et leurs femmes se retirent à Uclès.

En ayant opté pour la règle de saint Augustin au lieu de la règle cistercienne, ses membres n’avaient pas l’obligation de faire vœu de chasteté, et ont pu contracter mariage (certains des fondateurs étaient mariés). 
Le droit de se marier, que d'autres ordres militaires n’ont obtenu à la fin du Moyen Âge, leur a été accordé dès le début de l’ordre dans certaines conditions, telles que l'autorisation du roi, de l'engagement d'observer la continence pendant les fêtes de Noël, et le Carême, et sur certaines fêtes religieuses de l'année, ainsi que pendant la période de retraite faite à Uclés une fois par an.
La douceur de cette règle a promu la diffusion rapide de l'ordre, qui a éclipsé les ordres plus anciens comme ceux de Calatrava et d'Alcantara.
Les chevaliers transmettent leurs biens patrimoniaux à leurs fils, qui peuvent rester en dehors de l'ordre, mais ils donnent à l'ordre les terres gagnées dans la Reconquête.
Les commanderies, confiées à des chevaliers commandeurs, sont édifiées sur ces nouveaux territoires chrétiens, et les dîmes de tous les revenus vont aux clercs d'Uclès.
Par-delà le Maître, le seul souverain de l'ordre est le pape, et l'ordre est propriétaire des terres conquises en Estrémadure et en Andalousie. Mais l’Ordre prête son concours au roi dans toutes les opérations militaires. Ainsi, le troisième Maître, Sancho Fernandez, meurt en 1195 de blessures reçues lors de la bataille d'Alarcos et le maître Pelayo Perez Correa (1242-1275) est le principal artisan de la prise de Séville en 1248.
L'ordre protège les routes et les hospices du pèlerinage à Santiago, où les femmes des chevaliers trouvent à s'employer. Les Espagnols de toutes les couches sociales s'y affilient en confréries, aidant l'ordre de leurs deniers et de leurs soins. Enfin, des commanderies s'élèvent dans les terres offertes en Aragon, Catalogne, Valence et au Portugal.
Les Frères portaient l'habit blanc, chape et chaperon de même couleur marqué, sur le côté gauche de la poitrine, de la célèbre épée de satin rouge et d'une coquille, dans le même tissu, posée en abîme sur l'épée. Avec un bouclier d’or portant en croix une épée à poignée de lis.

## La dissolution de l'ordre religieux et militaire
L’ordre religieux et militaire fut dissous par les souverains d'Espagne, sans le même acharnement cependant que celui qu'eurent à subir les Templiers en 1307. Les monarques agirent avec un grand sens politique. À la mort de Don Alonso de Cardenas, quarantième grand maître de l’ordre, Isabelle la Catholique (1451-1474-1504) fit en sorte que son époux fût élu grand maître de l'ordre en 1493, ce qui facilita sa fin programmée. 
La nomination du grand maître était ainsi passée sous la tutelle royale. Dans le but de dissiper la méfiance des chevaliers lors du chapitre général de 1513, Ferdinand le Catholique, roi d'Aragon (1452-roi 1479-1516), devenu régent de Castille (de 1504 à 1516), décida la reconstruction du monastère-hôpital de San Marcos de Leòn, et offrit la somme de 300 000 maravédis.
En 1501, le pape Alexandre VI (Rodrigue Borgia, né à Xativa, près de Valence - 1431-pape 1492- 1503) nomme Ferdinand II administrateur perpétuel des ordres militaires, qui seront désormais des ordres de soins, de polices et de récompenses de bons services.
En 1523, le pape Adrien VI (1522-1523) confirme le rattachement à la Couronne des ordres castillans. Il attribua à la couronne d'Espagne les grandes maîtrises perpétuelles des trois ordres:
- de Saint-Jacques,
- de Calatrava,
- d'Alcantara.

En 1556, sous Charles Ier d’Espagne (1500-1516-1556) un conseil général des ordres les fait fusionner. 
Enfin en 1592, le roi Philippe II (1527- règne 1556-1598) incorpore tous les ordres à la couronne.
Depuis cette époque, les rois d’Espagne ont conservé les titres et dignité de grand maître et administrateur de l’ordre qui est ainsi placé sous la protection de la couronne.

## L'ordre aujourd'hui

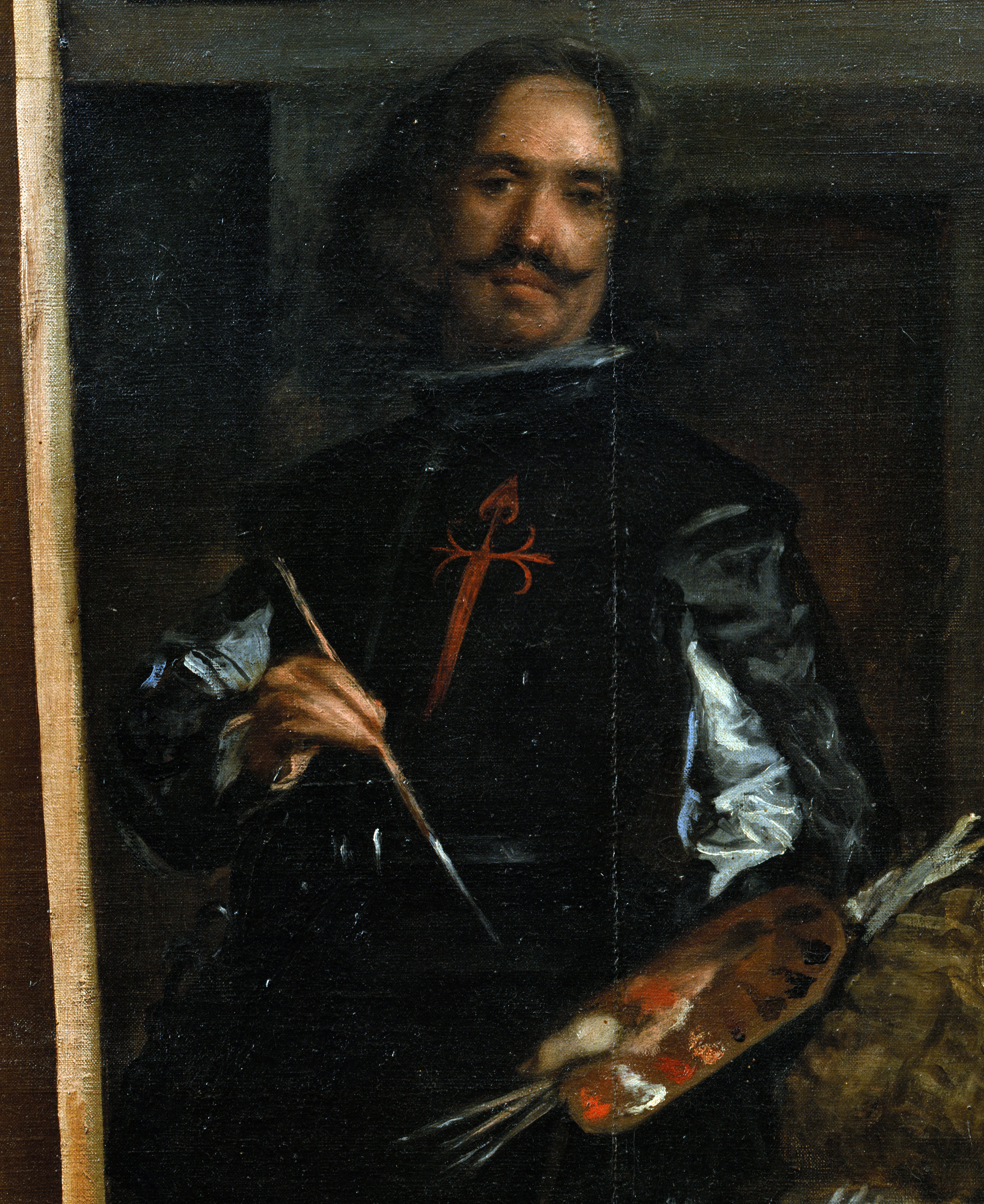
Portrait de Diego Vélasquez dans Les Ménines (détail)

À l'époque moderne l'ordre fut transformé en un moyen de récompenser les fidèles du souverain d'Espagne. Ainsi Diego Vélasquez était chevalier de Santiago, de même que le chanteur Farinelli. Au XIXe siècle, les biens de l'ordre furent réunis à la couronne et l'ordre transformé en simple ordre honorifique. Il est encore aujourd'hui décerné par le roi d'Espagne qui en est le grand maître.
La branche portugaise de l’ordre fut sécularisée en 1789 par la reine Maria. Il est aujourd’hui conservé par la république comme ordre de mérite dans les domaines des sciences, de la littérature et des arts.

## Les maîtres de l’ordre de Santiago

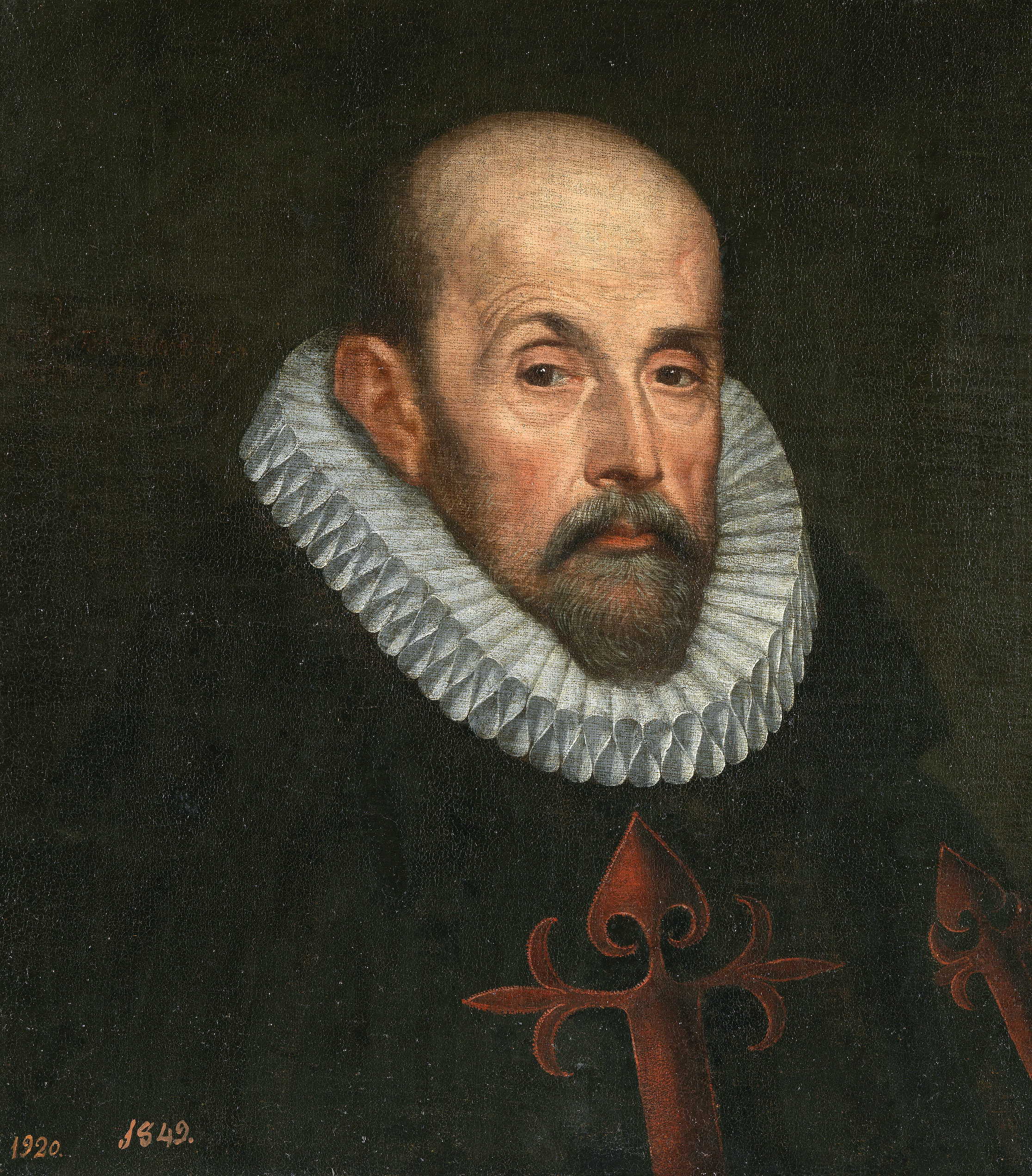
Un chevalier de l'ordre de Santiago par Juan Pantoja de la Cruz

1. Pedro Fernández de Castro (1170-1184)
2. Fernando Díaz (1184-1186)
3. Sancho Fernández de Lemos (1186-1193)
4. Gonzalo Ordóñez (es) (1193-1204)
5. Suero Rodríguez (es) (1204-1206)
6. Fernando González de Marañon (1206-1210)
7. Pedro Arias (1210-1212)
8. García González de Candamio (1214-1217) (première)
9. Martín Peláez Barragán (1218-1221)
10. García González de Candamio (1222-1224) (seconde)
11. Fernán Pérez Chacín (1224-1226)
12. Pedro González (1227-1237)
13. Rodrigo Íñiguez (1239-1242)
14. Paio Peres Correia (1243-1275)
15. Gonzalo Ruiz Girón (es) (1275-1279)
16. Pedro Núñes (es) (1279-1286)
17. Gonzalo Martel (1286)
18. Pedro Fernández Mata (es) (1286-1293)
19. Juan Osórez (1293-1310)
20. Diego Muñiz (1310-1318)
21. García Fernández (1318-1327)
22. Vasco Rodríguez (1327-1338)
23. Vasco López (1338)
24. Alonso Meléndez de Guzmán (es)(1338-1342)
25. Fadrique de Castille (1342-1358)
26. García Álvarez de Toledo (es) (1359-1366)
27. Gonzalo Mejía (1366-1371)
28. Fernando Osórez (es) (1371-1383)
29. Pedro Fernández Cabeza de Vaca (es) (1383-1384)
30. Rodrigo González Mejía (es) (1384)
31. Pedro Muñiz de Godoy (es) (1384-1385)
32. Fernando Alfonso de Valencia (es) (1385-1387)
33. Lorenzo I Suárez de Figueroa (es) (1387-1409)
34. Enrique de Castille (es) (1409-1445)
35. Álvaro de Luna (1445-1453)
36. Juan II (1453 administrateur)
37. Alphonse de Castille (1453-1462) (première)
38. Beltrán de la Cueva (1462-1463)
39. Alphonse de Castille (1463-1467) (seconde)
40. Juan Pacheco (1467-1474)
41. Alonso de Cárdenas (1474-1476 en León) (première)
42. Rodrigo Manrique (es)(1474-1476 en Castille)
43. Ferdinand le Catholique (1476-1477 administrateur)
44. Alonso de Cárdenas (1477-1493) (seconde)
45. depuis 1493 jusqu'à aujourd'hui: les rois (ou reines) d'Espagne